# مرتضی زارع
مرتضی زارع بازیگر سینما و تلویزیون و تئاتر و نیز گوینده آثار رادیویی است.
او بازیگر سینما و تلویزیون و تئاتر است، در ۱۵ مرداد ۱۳۴۹ در شهر تهران زاده شد. وی فارغ‌التحصیل بازیگری در رشته تئاتر از دانشکده هنر و معماری است.
او فعالیت هنری خود را با نمایش «پرده‌های نیلگون» از سال ۱۳۷۶ به کارگردانی امیر دژاکام آغاز کرد. فعالیت سینمایی او از سال ۱۳۷۸ در مقام بازیگری با فیلم «نسل سوخته» به کارگردانی رسول ملاقلی‌پور آغاز کرد.

## فیلم‌شناسی
| ردیف | سال  | نام فیلم                    | کارگردان         |
| ---- | ---- | --------------------------- | ---------------- |
| ۱    | ۱۳۷۸ | نسل سوخته                   | رسول ملاقلی‌پور   |
| ۲    | ۱۳۸۰ | زائر (تله فیلم)             | مرضیه برومند     |
| ۳    | ۱۳۸۰ | قارچ سمی                    | رسول ملاقلی‌پور   |
| ۴    | ۱۳۸۱ | دختر ایرونی                 | محمدحسین لطیفی   |
| ۵    | ۱۳۸۱ | عروس خوش قدم                | کاظم راست‌گفتار   |
| ۶    | ۱۳۸۲ | بابا عزیز                   | ناصر خمیر        |
| ۷    | ۱۳۸۳ | رنگین کمان (فیلم کوتاه)     | Caradog W. James |
| ۸    | ۱۳۸۴ | پرونده هاوانا               | علیرضا رئیسیان   |
| ۹    | ۱۳۸۵ | قلب تقسیم شده (تله فیلم)    | حسین قناعت       |
| ۱۰   | ۱۳۸۵ | روز سوم                     | محمدحسین لطیفی   |
| ۱۱   | ۱۳۸۵ | روایت‌های ناتمام             | پوریا آذربایجانی |
| ۱۲   | ۱۳۸۸ | آسانسور (تله فیلم)          | مجید امامی       |
| ۱۳   | ۱۳۸۹ | صدای پای من                 | مهرداد خوشبخت    |
| ۱۴   | ۱۳۹۲ | حراج (فیلم)                 | حسین شهابی       |
| ۱۵   | ۱۳۹۳ | دزد و پری ۱                 | حسین قناعت       |
| ۱۶   | ۱۳۹۳ | دلم می‌خواد                  | بهمن فرمان‌آرا    |
| ۱۷   | ۱۳۹۵ | تا مدار صفر درجه (تله فیلم) | مهرداد خوشبخت    |
| ۱۸   | ۱۳۹۵ | دزد و پری ۲                 | حسین قناعت       |
| ۱۹   | ۱۳۹۶ | هزارپا (فیلم)               | ابوالحسن داودی   |
| ۲۰   | ۱۳۹۶ | مارموز                      | کمال تبریزی      |
| ۲۱   | ۱۳۹۷ | تپلی و من                   | حسین قناعت       |
| ۲۲   | ۱۳۹۷ | دیدن این فیلم جرم است       | رضا زهتابچیان    |
| ۲۳   | ۱۳۹۸ | سلفی با رستم                | حسین قناعت       |

## سریال
1. میعاد در سپیده‌دم (سعید سلطانی ، ۱۳۷۷)
2. گوهر کمال (عباس رنجبر ، ۱۳۷۷)
3. رستوران خانوادگی (حسین سهیلی زاده ، ۱۳۸۰)
4. روزهای به یاد ماندنی (تورج منصوری، همایون شهنواز ، ۱۳۸۲)
5. کارآگاه لطفی (حسین قناعت ، ۱۳۸۴)
6. پریدخت (مجموعه تلویزیونی) (سامان مقدم ، ۱۳۸۶)
7. بی‌گناهان (مجموعه تلویزیونی) (احمد امینی ، ۱۳۸۷)
8. شاید برای شما هم اتفاق بیافتد (راما قویدل ، ۱۳۸۸)
9. نابرده رنج (علیرضا بذرافشان ، ۱۳۹۰) [۳]
10. شاید برای شما هم اتفاق بیافتد (نوید میهن دوست ، ۱۳۹۳)
11. غیر علنی (مهرداد خوشبخت ، ۱۳۹۴)
12. هشت و نیم دقیقه (شهرام شاه‌حسینی ، ۱۳۹۵) [۴]
13. محکومین (مجموعه تلویزیونی ۱۳۹۶)۱ (حسین قناعت، جمال سید حاتمی ، ۱۳۹۶)
14. گسل[۵][5][5] (علیرضا بذرافشان ، ۱۳۹۶)
15. دیدن این فیلم جرم است (رضا زهتابچیان ، ۱۳۹۷)
16. شش قهرمان و نصفی (حسین قناعت ، ۱۳۹٨) [۶]
17. شرایط خاص (وحید امیرخانی ، ۱۳۹٨)
18. بانوی سردار (پرویز شیخ طادی ، ۱۳۹٨) [۷]
19. هم گناه (مصطفی کیایی ، ۱۳۹۸)
20. دراکولا (مجموعه تلویزیونی) (مهران مدیری ، ۱۴۰۰)
21. روزهای آبی (محمدرضا حاجی غلامی، ١۴٠٠)
22. بی نشان (راما قویدل، ۱۴۰۱)
23. بدل (علیرضا مسعودی، ۱۴۰۳)
24. دیو و ماه‌پیشونی ۲ (حسین قناعت، ۱۴۰۳)
25. مرهم (محمدرضا آهنج، ۱۴۰۳)

## تئاتر
پرده‌های نیلگون (۱۳۷۶) تالار وحدت - کارگردان امیر دژاکام
شمس (۱۳۷۶) تئاتر شهر - نویسنده نصرالله قادری و کارگردان امیر دژاکام
مجلس سیاوش خوانی (۱۳۷۸) تئاتر شهر - نویسنده و کارگردان امیر دژاکام
خواب دریا (۱۳۷۸) تئاتر شهر - نویسنده نصرالله قادری و کارگردان امیر دژاکام
افسانه پدر (۱۳۷۹) تئاتر شهر - نویسنده و کارگردان نصرالله قادری
سنساره (۱۳۸۰) تئاتر شهر - نویسنده و کارگردان نصرالله قادری
سیه نامه باستان (۱۳۹۵) خانه هنرمندان ایران - نویسنده و کارگردان هادی حوری

## گویندگی و اجرا
آپارات- متن خوانی - رادیوهفت۹۸۳-۱مهر۹۳--اجرای مرتضی زارع
آپارات- متن خوانی - رادیو هفت-اجرای مرتضی زارع
آپارات- متن خوانی - رادیو هفت -اجرای مرتضی زارع
آپارات- متن خوانی - برنامه ۱۰۲۳ رادیو هفت.۱۳۹۳٫۸٫۲۷ -اجرای مرتضی زارع
آپارات- متن خوانی - برنامه ۱۰۰۶رادیو هفت.۱۳۹۳٫۷٫۳۰ -اجرای مرتضی زارع
تلوبیون- اجرا - برنامه تلویزیونی ۱۲۰ قسمتی قندون. شبکه نسیم - از ۱۳۹۹٫۳٫۰۱ - اجرای مرتضی زارع

## افتخارات

بهترین بازیگر مرد بخاطر فیلم کوتاه «رنگین کمان» از جشنواره بین‌المللی سینما و تکنولوژی به کارگردانی کرادگ ولف جیمز و تهیه‌کنندگی علی شمس
بهترین فیلم نامه کوتاه /به کرادگ ولف جیمز/
بهترین بازیگر مرد /به مرتضی زارع/
بهترین درام کوتاه /به کرادگ ولف جیمز/
بهترین فیلم کوتاه بین‌الملل /به علی شمس/

## در رسانه‌ها
گزارش تصویری اکران فیلم دزد و پری با بازی مرتضی زارع
معرفی سریال «گسل» در حال پخش از وبسایت شبکه یک سیما